# Gudmundrå landskommun
Gudmundrå landskommun var en tidigare kommun i Västernorrlands län i Sverige.

## Administrativ historik
Gudmundrå landskommun inrättades den 1 januari 1863 i Gudmundrå socken  i Ångermanland när 1862 års kommunalförordningar trädde i kraft. Den 7 juli 1889 inrättades municipalsamhället Kramfors inom kommunen. 1 januari 1947 blev Kramfors en stad, och landskommunen som helhet ombildades därmed till Kramfors stad, samtidigt som municipalsamhället upplöstes.

## Kommunvapen
Gudmundrå landskommun förde inte något vapen.

## Politik

### Mandatfördelning i valen 1938-1942
| 8 | 27 | 4 |  |

| 36 |

| 11 | 23 | 3 | 3 |

| 36 |

### Fotnoter
1. 1 2  Per Andersson: Sveriges kommunindelning 1863-1993, Draking, Mjölby 1993, ISBN 91-87784-05-X, s. 91